# Apogevmatini
Apogevmatini (in greco: Απογευματινή, "Pomeridiano") era un quotidiano di Atene di orientamento conservatore. Dato per spacciato diverse volte a causa del suo ristretto numero di lettori, è sorprendentemente riuscito a sopravvivere e ad entrare nel XXI secolo. Per questa sua facoltà è stato soprannominato il gatto dalle 7 vite ma nel novembre del 2010 cessò le pubblicazioni.
Apogevmatini si rivolgeva ad un target di pubblico conservatore, piccolo borghese e di età avanzata.

## Storia
Il giornale fu fondato nel 1952 dai fratelli Nasos e Sakis Mpotsis, ricchi imprenditori greci con il pallino del giornalismo. 
Ai suoi esordi il giornale si collocò al 7º posto per numero di lettori. Quindici anni dopo aveva guadagnato due punti. Negli anni della dittatura assunse il primo posto anche perché le testate concorrenti erano state costrette a chiudere e i suoi editori erano fuggiti all'estero.
Apogevmatini divenne famosa per qualche foto piccante che timidamente cominciò a fare capolino nelle sue pagine. Con la restaurazione della democrazia regredì lentamente fino ad assestarsi alle posizioni precedenti. Alla morte dei fratelli Mpotsi nel 1980 il quotidiano passò sotto il controllo della fondazione omonima. La carica di editore fu assegnata all'imprenditore greco americano Nikos Momferratos che lo diresse fino alla sua uccisione avvenuta il 24 febbraio 1985 ad opera del gruppo terroristico 17 novembre.
Fu sostituito da Panos Karagiannis allora capo contabile del quotidiano per decisione del presidente della fondazione Mpotsi, l'avvocato Spiros Avarkiotis. Furono gli anni più difficili per la concorrenza della televisione privata apparsa in Grecia nel 1990. Alcuni dei suoi redattori più famosi migrarono nella testata Eleftheros Typos di proprietà di Aris Boudouris. Nel 2002, Karagiannis fu estromesso in seguito ad una complessa operazione finanziaria che prevedeva un forte aumento di capitale promossa dall'appaltatore Kostas Sarandopoulos che già deteneva il 49% circa delle azioni. Alla guida del giornale fu posto il giovane figlio dell'imprenditore.